# Heidy Juárez Calle
Heidy Lisbeth Juárez Calle (Rioja, 16 de febrero de 1984) es una abogada y política peruana. Ejerce como congresista de la república para el periodo 2021-2026 y fue la última ministra de la Mujer y Poblaciones Vulnerables durante el gobierno de Pedro Castillo, desde noviembre hasta la caída de Castillo durante su intento de golpe de Estado, en diciembre de 2022.

## Biografía
Nació el 16 de febrero de 1984, en el distrito peruano de Rioja, ubicado en el departamento de San Martín.
Realizó sus estudios primarios en el I. E. 14743 en Piura y en el I. E. 14145 Tejedores Bajo en Tambogrande, y los secundarios en el Colegio Ntra. Sra. de las Mercedes en Paita. 
En 2010 se graduó de bachiller en Derecho y en 2014 obtuvo el título de abogada por la Universidad Privada Antenor Orrego. Cuenta con una maestría en Derecho, con mención en Derecho Civil Empresarial, en la misma universidad.

### Trayectoria
Entre 2012 y 2020, fue abogada externa de Pesquera Ethel Mercedes E. I. R. L. 
Fue asistente técnico legal, en el municipio del distrito de Colán, en 2016.
En 2019, trabajó como asesora legal de la Demuna, del municipio del distrito de Colán, para luego pasar a ser abogada externa de la Demuna, en el municipio del distrito de La Huaca, donde estuvo hasta 2020. En ese mismo año, fue abogada de la Unidad de Estudios Definitivos, en el Programa Nacional de Inversión en Salud (Pronis).

## Carrera política
Se inició en la política como militante del partido Alianza para el Progreso, liderado por César Acuña, y su primera participación fue en las elecciones generales del 2016, donde fue candidata al Congreso de la República por Piura. Sin embargo, no resultó elegida.

### Congresista de la República
Para las elecciones generales de 2021, volvió a postular al Congreso y resultó elegida con 19 153 votos para el periodo parlamentario 2021-2026.
En el parlamento, ejerce como miembro titular la Subcomisión de Acusaciones Constitucionales y de la Comisión de Vivienda y Construcción.
Renunció a la bancada de APP tras un escándalo y luego se incorporó a la bancada de Podemos Perú, liderada por José Luna Gálvez, donde luego renunciaría tras aceptar un cargo ministerial. Sin embargo, se reincorporó a la bancada en febrero de 2023.

### Ministra de la Mujer
El 25 de noviembre de 2022, fue nombrada por el presidente Pedro Castillo como ministra de la Mujer y Poblaciones Vulnerables.
El 7 de diciembre del mismo año, tras el intento de autogolpe de Estado generado por el presidente Castillo, Juárez presentó su renuncia al cargo.

## Polémicas

### Grabación de audios
Juárez fue polémica cuando, en septiembre del 2022, fue acusada de grabar una reunión privada en donde estaba su líder, César Acuña, con miembros de la bancada de Alianza para el Progreso. En dicho audio, se oye como Acuña le pide a la entonces presidenta del Congreso, Lady Camones, priorizar un proyecto de ley que beneficiaría a su candidatura al Gobierno Regional de La Libertad. Tras este escándalo, fue expulsada del partido y en su defensa declaró que no es responsable de esa grabación.
Juárez también estuvo en otro escándalo cuando se supo que fue una de las visitantes en la casa de Sarratea, donde Pedro Castillo realizaba reuniones secretas.